# 控制工程

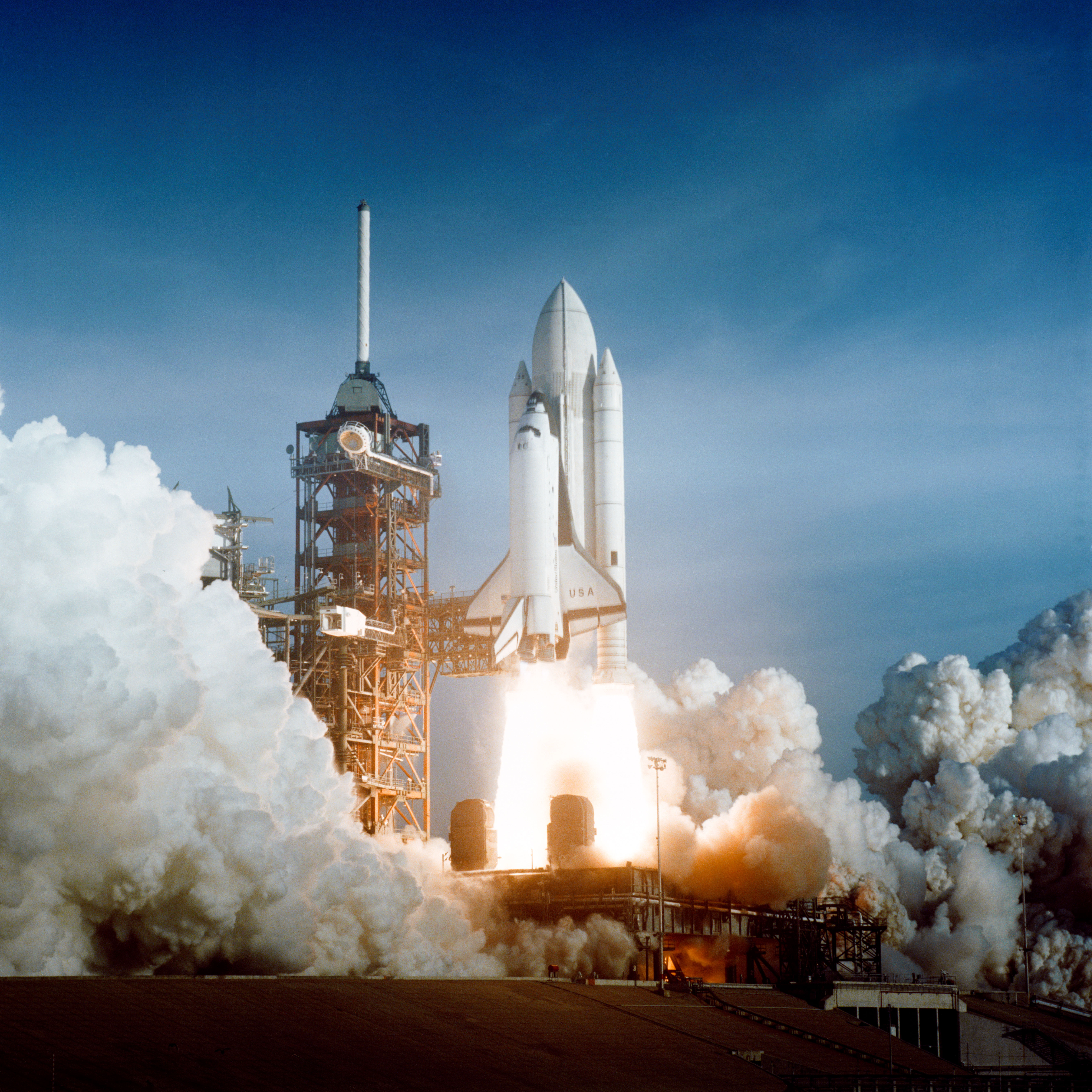
控制系统在航天中扮演了极为重要的角色。

控制工程（英語：Control engineering）或控制系統工程學或在歐洲稱為自動化工程，是一門處理控制系統的工程學科，將控制理論應用於在控制環境中的設備和系統設計產生所需的行為。控制學科通常在世界各地的許多機構與電氣工程和機械工程一起教授。
控制的實作使用感測器和檢測器來測量受控過程輸出的性能；這些測量用於提供修正反饋，幫助實現所需的性能。無需人工輸入即可執行的系統稱為自動控制系統（例如用於調節汽車速度的巡航控制系統）。控制系統工程活動本質上是多學科的，主要專注在控制系統的實作上，主要是以對各種系統的數學模型得出的。

## 概述
現代控制工程是相對較新的研究領域，在 20 世紀隨技術的進步而受到廣泛關注。它可以被廣義地定義或歸類為控制理論的實際應用。從簡單的家用洗衣機到高性能的 F-16 戰鬥機，控制工程在廣泛的控制系統中發揮著至關重要的作用。其宗旨在使用數學模型，從輸入、輸出和具有不同行為的各種組件方面理解物理系統；使用控制系統設計工具為這些系統開發控制器；並使用可用技術的物理系統中實作控制器。一個系統可以是機械的、電氣的、流體的、化學的、金融的或生物的，其數學模型、分析和控制器設計在一個或多個時間、頻率和複數域中使用控制理論，具體取決於設計的性質問題。

## 歷史
自動控制系統最早發展於兩千多年前。有記錄的第一個反饋控制裝置被認為是公元前三世紀左右在埃及亞歷山大港的古代 Ktesibios 的水鐘。它用調節容器中的水位，也就是水從容器中流出，來標示時間。這無疑是一個成功的設備，因為當蒙古人於公元 1258 年佔領巴格達時，類似設計的水鐘仍在巴格達製造。幾個世紀以來，各種自動設備被用於完成任務或為了娛樂。後者包括 17 世紀和 18 世紀在歐洲流行的自動機，其特點是跳舞的人物會一遍又一遍地重複相同的動作；這些自動機是開迴路控制的例子。反饋或“閉迴路”自動控制裝置的里程碑包括大約 1620 年由 Drebbel 設計的熔爐溫度調節器，以及詹姆斯•瓦特在 1788 年用於調節蒸汽機速度的離心飛球調速器。
詹姆士·克拉克·馬克士威 在他 1868 年的論文《論調速器》中，能夠使用微分方程描述控制系統來解釋飛球調速器所表現的不穩定性。這證明數學模型和方法在理解複雜現象方面的重要性和有用性，標誌著數學控制和系統理論的開始。控制理論的元素出現得更早，但不像 馬克士威 的分析那樣引人注目和令人信服。
控制理論在20世紀取得了重大進展。新的數學技術，以及電子和計算機科技的進步，使得控制比原來的飛球調節器更複雜的動力系統成為可能。新的數學技術包括 1950 和 1960 年代最佳化控制的發展，隨後在 1970 年代和 1980 年代隨機、韌性、自適應、非線性控制方法取得了進展。控制方法的應用有助於太空旅行和通信衛星、更安全和更高效能的飛機、更清潔的汽車引擎以及更清潔和更高效的化學過程成為可能。
在它成為一門獨特的學科之前，控制工程曾是機械工程實作的一部分，控制理論作為電氣工程的一部分進行了研究，因為控制理論技術用電路描述通常比較容易。在最初的控制關係中，電流輸出由電壓控制輸入表示。然而，由於沒有足夠的技術來實施電氣控制系統，設計人員只能選擇效率較低且響應緩慢的機械系統。調速器是一種非常有效的機械控制器，目前仍廣泛用於一些水電站。後來，在現代電力電子之前，工業應用的過程控制系統是由機械工程師使用氣動和液壓控制裝置設計的，其中許多至今仍在使用。

## 控制理論
控制理論有兩個主要分支，即古典的和現代的，它們對控制工程的應用有直接的影響。

### 古典的 SISO 系統設計
古典控制理論的範圍僅限於單輸入單輸出 (SISO) 系統設計，除非使用第二個輸入分析干擾抑制。系統分析在時域中使用微分方程，在複數-s 域中使用拉普拉斯變換，或在頻域中通過從複數-s 域進行變換。可以假設許多系統在時域中具有二階和單變數系統響應。由於不準確的設計近似，使用古典理論設計的控制器通常需要現場調整。然而，由於與使用現代控制理論設計的系統相比，古典控制器設計的物理實作比較容易，因此這些控制器在大多數工業應用中都是首選。使用古典控制理論設計最常見的控制器是 PID 控制器。較罕見的實作可能包括超前或延後過濾器，其中之一或二者。最終目標是滿足通常在稱為階躍響應的時域中提供的要求，或者有時在稱為開迴路響應的頻域中提供的要求。規範中應用的階躍響應特性通常是過衝百分比、穩定時間等。規範中應用的開迴路響應特性通常是增益和相位裕度以及頻寬。這些特性可以通過模擬來評估，包括與補償模型耦合的受控系統的動態模型。

### 現代 MIMO 系統設計
現代控制理論是在狀態空間中進行的，可以處理多輸入多輸出（MIMO）系統。這克服了古典控制理論在更複雜的設計問題（例如戰鬥機控制）中的侷限性，即無法進行頻域分析。在現代設計中，將系統表示為使用狀態變數定義的一組解耦的一階微分方程的最大優勢。非線性、多變數、自適應和韌性控制理論屬於這一類。矩陣法在輸入和輸出之間的關係中無法保證線性獨立性的 MIMO 系統中受到很大限制。現代控制理論仍有許多領域有待探索。 Rudolf E. Kálmán 和 Aleksandr Lyapunov 等學者在塑造現代控制理論的人們中廣為人知。

## 控制系統
控制工程是門工程學科，專注於對各種動態系統（例如機械系統）建立模型，以及設計控制器使這些系統以預期的方式運行。儘管這樣的控制器不必然是電氣的，但很多都是電氣的，因此控制工程通常被視為電氣工程的一個子領域。
電路、數位信號處理器和微控制器都可以用來實作控制系統。控制工程具有廣泛的應用，從商用客機的飛行和推進系統到許多現代汽車中的巡航控制。
在大多數情況下，控制工程師在設計控制系統時會利用反饋。這通常使用 PID 控制器系統來完成。例如，在具有巡航控制系統的汽車中，車輛的速度會被持續監控並反饋給系統，系統會相應地調整電機的扭矩。在有定期反饋的情況下，控制理論可用於確定系統如何響應此類反饋。實際上，在所有此類系統中，穩定性都很重要，控制理論可以幫助確保實現穩定性。
儘管反饋是控制工程的重要因素，但控制工程師也可以在沒有反饋的情況下對系統進行控制。這稱為開迴路控制。開迴路控制的典型例子是洗衣機在不使用感應器的情況下運行一個預定的周期。

## 近期進展
最初，控制工程都是關於連續系統的。計算機控制工具的開發對離散控制系統工程有所要求，因為計算機的數位控制器和物理系統之間的通訊由計算機時脈控制。與離散域中的拉普拉斯變換等效的是Z轉換。今天，許多控制系統都是計算機控制的，它們由數位和模擬組件組成。
因此，在設計階段，要么將數字元件映射到連續域並在連續域中進行設計，要么將模擬元件映射到離散域並在那裡進行設計。這兩種方法中的第一種在實踐中更為常見，因為許多工業系統具有許多連續系統組件，包括機械、流體、生物和模擬電氣組件，以及一些數字控制器。
類似地，設計技術已經從用紙張與尺的手動設計發展到計算機輔助設計，現在又發展到計算機自動化設計或 CAD，進化計算已經使之成為可能。 CAD 不僅可以用於調整預先定義的控制方案，還可以應用於控制器結構最佳化、系統識別和新型控制系統的發明，完全基於性能要求，獨立於任何特定的控制方案。
韌性控制系統（Resilient control systems）將傳統僅解決計劃中干擾的重點擴展到框架，並嘗試解決多種類型的意外干擾；特別是適應和轉換控制系統的行為以響應惡意行為者、異常故障模式、不良人為行為等。
近年來，基於強化學習 (RL) 的策略，以不斷與環境交互來學習最優控制策略已經變得流行起來。

## 有关文献
- Christopher Kilian. . Thompson Delmar Learning. 2005. ISBN 1-4018-5806-6.
- Arnold Zankl. . Wiley-VCH. 2006. ISBN 3-89578-259-9.